# Jelena Rybakina
Jelena Andrejewna Rybakina (russisch Елена Андреевна Рыбакина hörenⓘ, engl. Transkription: Elena Rybakina; * 17. Juni 1999 in Moskau) ist eine in Russland geborene Tennisspielerin, die seit 2018 für Kasachstan antritt. Ihr bislang größter Erfolg ist der Titelgewinn in Wimbledon 2022.

## Karriere
Rybakina, die im Alter von fünf Jahren mit dem Tennisspielen begann, hatte bereits als Juniorin Erfolge vorzuweisen. 2017 gewann sie die renommierte Trofeo Bonfiglio und stand jeweils im Halbfinale der Australian Open und French Open. Ende 2017 erzielte sie mit Platz drei ihre höchste Position in der Junioren-Weltrangliste.
Bereits 2014 debütierte Rybakina auf dem ITF Women’s Circuit. 2017 ging sie in ihrer Geburtsstadt Moskau beim Kremlin Cup erstmals bei einem Turnier der WTA Tour an den Start, nachdem sie von den Organisatoren eine Wildcard für die Qualifikation erhalten hatte. Mit drei Siegen qualifizierte sie sich für das Hauptfeld und verlor in der ersten Runde gegen Irina-Camelia Begu. Anfang 2018 durfte sie in St. Petersburg erneut mit einer Wildcard in der Qualifikation antreten und qualifizierte sich abermals für die Hauptrunde, in der sie nach einem Sieg in der Zweitrundenpartie gegen Caroline Garcia, ihrem ersten gegen eine Spielerin aus den Top 10 der Weltrangliste, das Viertelfinale erreichte, das sie gegen Julia Görges verlor. Nach dem Gewinn ihres ersten Profititels in Kasan erreichte sie das Endspiel bei einem ITF-Turnier der $60.000-Kategorie in Istanbul, bevor ihre Leistungen für den Rest des Jahres zu stagnieren begannen. Bei ihrer ersten Teilnahme an der Qualifikation eines Grand-Slam-Turniers bei den US Open 2018 startete sie dann, wie schon einige russische Tennisspieler und -spielerinnen vor ihr, unter kasachischer Flagge und schied in der zweiten Runde aus.
Anfang 2019 begann Rybakinas Aufstieg im Ranking, als sie zunächst in Launceston ein ITF-Turnier der $60.000-Kategorie gewinnen konnte, auf das zwei weitere Titel bei Turnieren der $25.000-Kategorie in Moskau und Kasan folgten. Im Anschluss erreichte sie auf Sandplatz beim WTA-Turnier in Istanbul aus der Qualifikation heraus das Viertelfinale und konnte sich bei den French Open erstmals in das Hauptfeld eines Grand-Slam-Turniers spielen, verlor jedoch zum Auftakt gegen Kateřina Siniaková. In ’s-Hertogenbosch auf Rasen rückte Rybakina anschließend in ihr erstes WTA-Halbfinale vor, bevor sie in Bukarest nach einem Erfolg im Endspiel gegen Patricia Maria Țig ihren ersten WTA-Titel feiern konnte. Ihr zweites Finale bestritt sie gegen Saisonende in Nanchang, war dort jedoch gegen Rebecca Peterson ohne Chance. Durch eine Viertelfinalteilnahme beim Premier-5-Turnier in Wuhan, bei dem sie unter anderem von der verletzungsbedingten Aufgabe Simona Haleps profitierte, stieß sie Ende 2019 erstmals in die Top 50 im Ranking vor. In der Runde der letzten Acht musste sie sich dann der späteren Siegerin Aryna Sabalenka geschlagen geben und beschloss das Jahr mit einem weiteren Halbfinale in Luxemburg.
Zu Beginn des Jahres 2020 zeigte sich Rybakina in fulminanter Form. So errang sie in Hobart nach einem Endspielerfolg über Zhang Shuai ihren zweiten WTA-Titel und stand bis zum coronabedingten Saisonabbruch im März in drei weiteren Endspielen – in Shenzhen, wo sie Jekaterina Alexandrowa unterlag, sowie im Anschluss bei den beiden Premier-Turnieren in St. Petersburg und Dubai; dort verlor sie gegen Kiki Bertens und Simona Halep. Bei den Australian Open kam sie erstmals in die dritte Runde eines Grand-Slam-Turniers und im Februar 2020 erzielte sie mit Platz 17 ihre bis dahin höchste Weltranglistenposition.

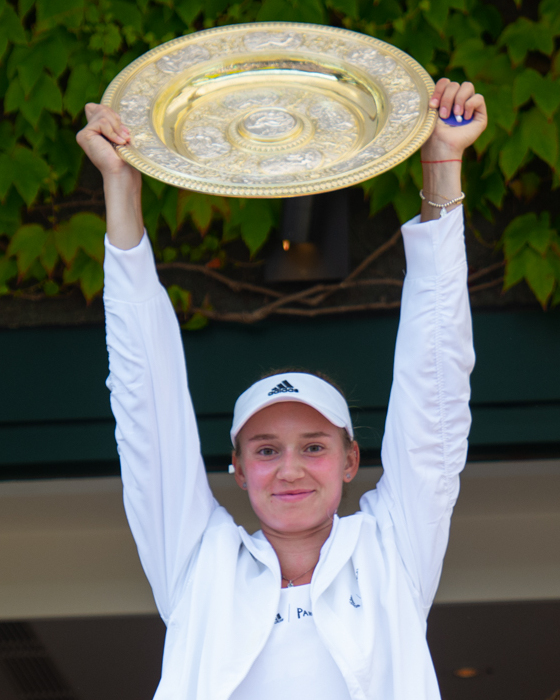
Jelena Rybakina nach ihrem Erfolg in Wimbledon 2022

### Seit 2022: Erster Grand-Slam-Titel
Ihr bislang größter Erfolg ist der Titelgewinn in Wimbledon 2022. Mit dem Titelgewinn ist ein Preisgeld von £2.000.000 (2.324.391,51 €) verbunden. Auf Grund des Angriffskriegs Russlands auf die Ukraine waren keine russischen Tennisspieler zugelassen. Allen Teilnehmern am Grand Slam wurden aus diesem Grund in Wimbledon keine Weltranglistenpunkte vergeben.

## Turniersiege

### Einzel
| Nr. | Datum            | Turnier      | Kategorie         | Belag             | Finalgegnerin       | Ergebnis         |
| --- | ---------------- | ------------ | ----------------- | ----------------- | ------------------- | ---------------- |
| 1.  | 17. März 2018    | Kasan        | ITF $15.000       | Hartplatz (Halle) | Darja Nasarkina     | 6:4, 7:65        |
| 2.  | 3. Februar 2019  | Launceston   | ITF W60           | Hartplatz         | Irina Chromatschowa | 7:5, 3:3 Aufgabe |
| 3.  | 3. März 2019     | Moskau       | ITF W25           | Hartplatz (Halle) | Hanna Posnichirenko | 7:5, 6:0         |
| 4.  | 17. März 2019    | Kasan        | ITF W25           | Hartplatz (Halle) | Urszula Radwańska   | 6:2, 6:3         |
| 5.  | 21. Juli 2019    | Bukarest     | WTA International | Sand              | Patricia Maria Țig  | 6:2, 6:0         |
| 6.  | 18. Januar 2020  | Hobart       | WTA International | Hartplatz         | Zhang Shuai         | 7:67, 6:3        |
| 7.  | 9. Juli 2022     | Wimbledon    | Grand Slam        | Rasen             | Ons Jabeur          | 3:6, 6:2, 6:2    |
| 8.  | 19. März 2023    | Indian Wells | WTA 1000          | Hartplatz         | Aryna Sabalenka     | 7:611, 6:4       |
| 9.  | 20. Mai 2023     | Rom          | WTA 1000          | Sand              | Anhelina Kalinina   | 6:4, 1:0 Aufgabe |
| 10. | 7. Januar 2024   | Brisbane     | WTA 500           | Hartplatz         | Aryna Sabalenka     | 6:0, 6:3         |
| 11. | 11. Februar 2024 | Abu Dhabi    | WTA 500           | Hartplatz         | Darja Kassatkina    | 6:1, 6:4         |
| 12. | 21. April 2024   | Stuttgart    | WTA 500           | Sand              | Marta Kostjuk       | 6:2, 6:2         |
| 13. | 24. Mai 2025     | Straßburg    | WTA 500           | Sand              | Ljudmila Samsonowa  | 6:1, 6:72, 6:1   |

### Doppel
| Nr. | Datum         | Turnier  | Kategorie   | Belag             | Partnerin            | Finalgegnerinnen                   | Ergebnis         |
| --- | ------------- | -------- | ----------- | ----------------- | -------------------- | ---------------------------------- | ---------------- |
| 1.  | 1. April 2017 | Istanbul | ITF $15.000 | Hartplatz (Halle) | Jekaterina Kasionowa | Eleni Daniilidou Vlada Ekshibarova | 6:1, 6:3         |
| 2.  | 6. Mai 2017   | Antalya  | ITF $15.000 | Sand              | Amina Anschba        | Darja Nasarkina Anna Ukolowa       | 7:5, 4:6, [10:8] |
| 3.  | 16. März 2018 | Kasan    | ITF $15.000 | Hartplatz (Halle) | Alena Fomina         | Anastassija Frolowa Xenija Lykina  | 6:4, 1:6, [10:6] |
| 4.  | 2. März 2019  | Moskau   | ITF $25.000 | Hartplatz (Halle) | Sofja Lansere        | Vivian Heisen Hanna Posnichirenko  | 1:6, 6:3, [10:4] |

## Karrierestatistik und Turnierbilanz

### Einzel
Die letzte Aktualisierung erfolgte nach dem WTA-Turnier in Berlin 2025.
| Turnier                      | 2014             | 2015             | 2016             | 2017              | 2018              | 2019              | 2020              | 2021              | 2022              | 2023              | 2024      | 2025      | T / T       | S/N         | Sieg%       |
| ---------------------------- | ---------------- | ---------------- | ---------------- | ----------------- | ----------------- | ----------------- | ----------------- | ----------------- | ----------------- | ----------------- | --------- | --------- | ----------- | ----------- | ----------- |
| Australian Open              | –                | –                | –                | –                 | –                 | Q1                | 3                 | 2                 | 2                 | F                 | 2         | AF        | 0 / 6       | 14:6        | 70 %        |
| French Open                  | –                | –                | –                | –                 | –                 | 1                 | 2                 | VF                | 3                 | 3                 | VF        | AF        | 0 / 7       | 16:6        | 73 %        |
| Wimbledon                    | –                | –                | –                | –                 | –                 | Q3                | n. a.             | AF                | S                 | VF                | HF        | 3         | 1 / 5       | 21:4        | 84 %        |
| US Open                      | –                | –                | –                | –                 | Q2                | 1                 | 2                 | 3                 | 1                 | 3                 | 2         |           | 0 / 6       | 5:5         | 50 %        |
| WTA Finals                   | –                | –                | –                | –                 | –                 | –                 | n. a.             | –                 | –                 | RR                | RR        |           | 0 / 2       | 2:4         | 33 %        |
| Doha                         | –                | a. K.            | –                | a. K.             | –                 | a. K.             | AF                | a. K.             | 1                 | a. K.             | F         | VF        | 0 / 4       | 8:3         | 73 %        |
| Dubai                        | a. K.            | –                | a. K.            | –                 | a. K.             | –                 | a. K.             | 2                 | a. K.             | AF                | VF        | HF        | 0 / 4       | 8:2         | 80 %        |
| Indian Wells                 | –                | –                | –                | –                 | –                 | –                 | n. a.             | 2                 | VF                | S                 | –         | AF        | 1 / 4       | 11:3        | 79 %        |
| Miami                        | –                | –                | –                | –                 | –                 | –                 | n. a.             | 3                 | 3                 | F                 | F         | 2         | 0 / 5       | 12:5        | 71 %        |
| Madrid                       | –                | –                | –                | –                 | –                 | –                 | n. a.             | 2                 | AF                | 2                 | HF        | 3         | 0 / 5       | 8:5         | 62 %        |
| Rom                          | –                | –                | –                | –                 | –                 | –                 | AF                | –                 | AF                | S                 | –         | 3         | 1 / 4       | 11:3        | 79 %        |
| Kanada                       | –                | –                | –                | –                 | –                 | –                 | n. a.             | 1                 | 2                 | HF                | –         |           | 0 / 3       | 4:3         | 57 %        |
| Cincinnati                   | –                | –                | –                | –                 | –                 | Q1                | 1                 | AF                | VF                | AF                | 2         |           | 0 / 5       | 6:5         | 55 %        |
| Guadalajara                  | n. a. bzw. a. K. | n. a. bzw. a. K. | n. a. bzw. a. K. | n. a. bzw. a. K.  | n. a. bzw. a. K.  | n. a. bzw. a. K.  | n. a. bzw. a. K.  | n. a. bzw. a. K.  | 2                 | –                 | a. K.     | a. K.     | 0 / 1       | 1:1         | 50 %        |
| Peking                       | –                | –                | –                | –                 | –                 | –                 | nicht ausgetragen | nicht ausgetragen | nicht ausgetragen | HF                | –         |           | 0 / 1       | 4:1         | 80 %        |
| Wuhan                        | –                | –                | –                | –                 | –                 | VF                | nicht ausgetragen | nicht ausgetragen | nicht ausgetragen | nicht ausgetragen | –         |           | 0 / 1       | 3:1         | 75 %        |
| Olympische Spiele            | n. a.            | n. a.            | –                | nicht ausgetragen | nicht ausgetragen | nicht ausgetragen | nicht ausgetragen | KF                | n. a.             | n. a.             | –         | n. a.     | 0 / 1       | 4:2         | 67 %        |
| Billie Jean King Cup         | –                | –                | –                | –                 | –                 | –                 | PO                | PO                | RR                | RR                | PO        | q         | 0 / 5       | 9:2         | 82 %        |
| Statistik                    | Statistik        | Statistik        | Statistik        | Statistik         | Statistik         | Statistik         | Statistik         | Statistik         | Statistik         | Statistik         | Statistik | Statistik | S/N         | S/N         | Sieg%       |
| Turnierteilnahmen            | 1                | 2                | 8                | 10                | 22                | 25                | 12                | 22                | 24                | 19                | 16        | 14        | Gesamt: 175 | Gesamt: 175 | Gesamt: 175 |
| Erreichte Finals             | 0                | 1                | 1                | 1                 | 2                 | 6                 | 5                 | 0                 | 3                 | 4                 | 5         | 1         | Gesamt: 29  | Gesamt: 29  | Gesamt: 29  |
| Gewonnene Titel              | 0                | 0                | 0                | 0                 | 1                 | 4                 | 1                 | 0                 | 1                 | 2                 | 3         | 1         | Gesamt: 13  | Gesamt: 13  | Gesamt: 13  |
| Hartplatz-Siege/-Niederlagen | 0:0              | 1:1              | 12:5             | 18:9              | 24:12             | 35:13             | 22:7              | 20:16             | 23:14             | 33:11             | 25:7      | 17:7      | 230:102     | 230:102     | 69 %        |
| Sand-Siege/-Niederlagen      | 1:1              | 6:1              | 11:3             | 3:1               | 7:9               | 15:6              | 7:3               | 6:3               | 9:5               | 9:2               | 12:2      | 9:3       | 95:39       | 95:39       | 71 %        |
| Rasen-Siege/-Niederlagen     | 0:0              | 0:0              | 0:0              | 0:0               | 0:0               | 7:2               | 0:0               | 7:3               | 8:2               | 5:2               | 6:2       | 3:2       | 36:13       | 36:13       | 73 %        |
| Teppich-Siege/-Niederlagen   | 0:0              | 0:0              | 0:0              | 0:0               | 1:1               | 0:0               | 0:0               | 0:0               | 0:0               | 0:0               | 0:0       | 0:0       | 1:1         | 1:1         | 50 %        |
| Gesamt-Siege/-Niederlagen    | 1:1              | 7:2              | 23:8             | 21:10             | 32:22             | 57:21             | 29:10             | 33:22             | 40:21             | 47:15             | 43:11     | 29:12     | 362:155     | 362:155     | 70 %        |
| Sieg%                        | 50 %             | 78 %             | 74 %             | 68 %              | 59 %              | 73 %              | 74 %              | 60 %              | 66 %              | 76 %              | 80 %      | 71 %      | Gesamt:     | Gesamt:     | 70 %        |
| Jahresendposition            | –                | –                | 616              | 425               | 191               | 37                | 19                | 14                | 22                | 4                 | 6         |           | N/A         | N/A         | N/A         |

Zeichenerklärung: S = Turniersieg; F, HF, VF, AF = Einzug ins Finale / Halbfinale / Viertelfinale / Achtelfinale; 1, 2, 3 = Ausscheiden in der 1. / 2. / 3. Hauptrunde; KF (kleines Finale) = unterlegen im Spiel um Platz drei; RR = Round Robin (Gruppenphase); n. a. = nicht ausgetragen; a. K. = andere Kategorie; PO (Play-off) = Auf- und Abstiegsrunde im Billie Jean King Cup; K1, K2, K3 = Teilnahme in der Kontinentalgruppe I, II, III im Billie Jean King Cup.
Anmerkung: Diese Statistik berücksichtigt alle Ergebnisse im Einzel bei ITF- und WTA-Turnieren. Als Quelle dient die ITF- und WTA-Seite der Spielerin. Dargestellt sind nur WTA-Turniere der Kategorie Tier I (bis 2008), die WTA-Turniere der Kategorien Premier Mandatory und Premier 5 (2009–2020) bzw. die WTA-Turniere der Kategorie 1000 (seit 2021).

### Doppel
| Turnier         | 2019 | 2020 | 2021 | 2022 | 2023 | Karriere |
| --------------- | ---- | ---- | ---- | ---- | ---- | -------- |
| Australian Open | —    | 2    | 1    | —    | AF   | AF       |
| French Open     | —    | 1    | VF   | 1    | —    | VF       |
| Wimbledon       | —    |      | 1    | —    | —    | 1        |
| US Open         | 1    | —    | —    | —    | —    | 1        |

## Weltranglistenpositionen am Saisonende
| Jahr   | 2016 | 2017 | 2018 | 2019 | 2020 | 2021 |
| ------ | ---- | ---- | ---- | ---- | ---- | ---- |
| Doppel | 1166 | 682  | 484  | 516  | 362  | 49   |